# يوسف إبراهيم
الدكتور يوسف مراد بك إبراهيم (وتكتب بالألمانية: Jussuf Ibrahim) ـ (ولد بالقاهرة في 27 مايو 1877 وتوفي في يينا بألمانيا في 3 فبراير 1953) هو طبيب أطفال مصري ألماني ينسب إليه اكتشاف داء المبيضات الجلدي الولادي (بالإنجليزية: congenital cutaneous candidiasis)‏، الذي عُرف حينًا من الزمن باسم داء بِك ـ إبراهيم Beck-Ibrahim disease (Soma Cornelius Beck). عاش وعمل في ألمانيا أكثر من نصف قرن، كان معظمها في جامعة يينا، وكانت له إسهامات علمية بارزة في مجاله. اتُّهم ـ بعد عقود من وفاته ـ بالتعاون مع النازيين في عمليات القتل الرحيم للأطفال المصابين بأمراض لا يرجى شفاؤها.

## نشأته

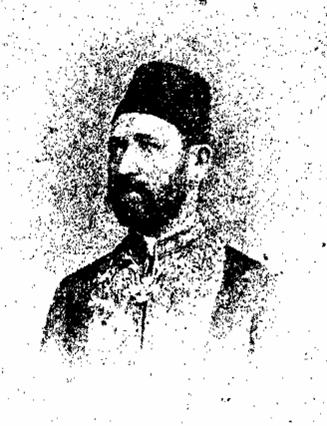
إبراهيم باشا حسن، والد يوسف إبراهيم

ولد يوسف مراد بك إبراهيم في القاهرة في 27 مايو 1877، لأب مصري من أصول تركية هو الدكتور إبراهيم باشا حسن (1844 ـ 1917) ـ الذي تخرج في مدرسة الطب بجامعة ميونيخ وعمل أستاذًا بمدرسة طب قصر العيني ـ  وأم ألمانية من برلين هي أغنس هيرتسفلد.
بعد خلع الخديوي إسماعيل وتعيين ابنه توفيق باشا، لجأ إسماعيل باشا إلى أوروبا مصطحبًا عائلته وبطانته وطبيبه الخاص إبراهيم حسن، حيث نزل في مدينة نابولي الإيطالية ضيفًا على أميرها أومبرتو.
في أوروبا نشأ أبناء حسن إبراهيم الخمسة: يوسف وعلي وأمينة وفريدة وملك، وكَثُرت تنقلات الأب ـ وأسرته ـ مع الخديوي المخلوع، الذي انتهى به المقام في القسطنطينية، وفي النهاية عادت الأسرة إلى مصر، حيث أضحى الأب طبيب الخديوي الجديد، وعُيّن رئيسًا للجنة الطبية ورئيسًا لقسم الأمراض الباطنة في مستشفى قصر العيني بعد أن مُنح لقب «باشا»، وبذلك اكتسب كل من يوسف إبراهيم وشقيقه علي (1875 ـ 1928) لقب «بك».

## دراسة الطب
في عام 1886 توجه يوسف إبراهيم وشقيقه الأكبر علي رامز إلى مدينة ميونخ لدراسة الطب، وقد كان وجود هذين الأجنبيين بلونهما المختلف لافتًا لأنظار الطلبة الألمان. وفي عام 1894 تمكّن الشقيقان من إنهاء دراستهما في معهد ماكسميليان، وتابعا دراستهما على نفقة أبيهما حتى أنهيا الدراسات العليا عام 1900، فعاد علي إلى مصر تاركًا يوسف وحده يشق طريقه في ألمانيا.

## تعرضه للتمييز
بعد أن سدَّد يوسف إبراهيم رسوم الامتحان ـ وقدرها 600 مارك ـ قدّم أطروحته العلمية عن بعض جوانب أمراض الطحال، وتأهَّب لمباشرة وظيفته التي وعده بها أستاذه، غير أن رئيس الدائرة المسؤول أبلغه بعدم وجود وظيفة لأجنبي لأن لدى ألمانيا ما يكفي من الأطباء.
لم تكن هذه هي أول واقعة تنطوي على تمييز يتعرض لها يوسف إبراهيم في بداية حياته العملية في ألمانيا، إذ حرمه أصله المصري هو وشقيقه من الحصول على منحة لمواصلة الدراسة، وفقًا للتقاليد المعمول بها.

## حياته العملية والعلمية

الغلاف الداخلي لأطروحة دكتوراه يوسف إبراهيم: نسخة محفوظة في مكتبة كلية الأطباء الملكية بإدنبرة

رغم ما تعرَّض له يوسف إبراهيم من تمييز، قرَّر البقاء في ألمانيا، فتوجَّه إلى مدينة هايدلبرغ، حيث عمل في مستشفاها دون راتب ثمانية عشر شهرًا، وهناك بدأ مستقبله يتشكّل كطبيب أطفال، رغم أنَّ هذا الفرع لم يكن آنذاك قد أضحى فرعًا مستقلًا.
تمكّن يوسف إبراهيم من شقٍّ مساره في مكان عمله الجديد، واستغلَّ كثرة تغيُّب رئيسه الألماني ليصير هو المسؤول الفعلي، فصار مشرفًا على أقسام الرُضَّع والدفتيريا والجراحة والعزل، ورغم كل هذا النجاح كان عليه دائمًا إثبات قدراته العلمية حتّى يتمكّن من المحافظة على موقعه، فاضطر كثيرًا للتخلي عن وقت فراغه وترك هوايته في العزف على البيانو، وقد لمس شقيقه علي تفانيه هذا فتراجع عن نيته في أن يطرح عليه مسألة العودة إلى مصر.
أضيف إلى مسؤوليات يوسف إبراهيم مسؤولية الإشراف على قسم الطوارئ في مستشفى مدينة هايدلبرغ، وبعد عام ونصف من العمل المجَّاني في ذلك المستشفى، رُقّي يوسف إبراهيم إلى مرتبة مُعيد أول عام 1902، وحاز عضوية «رابطة الطب الطبيعي»، وفي العام ذاته توجّه إلى مصر لزيارة عائلته والمشاركة في مؤتمر الأطباء العالمي الذي عُقد بالقاهرة، وفي عام 1904 أضحى إبراهيم أول مصري يحمل شهادة الدكتوراه في أوروبا،، وكانت أطروحته للدكتوراة عن تضيُّق البواب التضخمي الولادي عند الأطفال،، وعنوانها بالألمانية: Die angeborene Pylorusstenose im Säuglingsalter، وكتب في صفحة الإهداء:

## الأستاذية

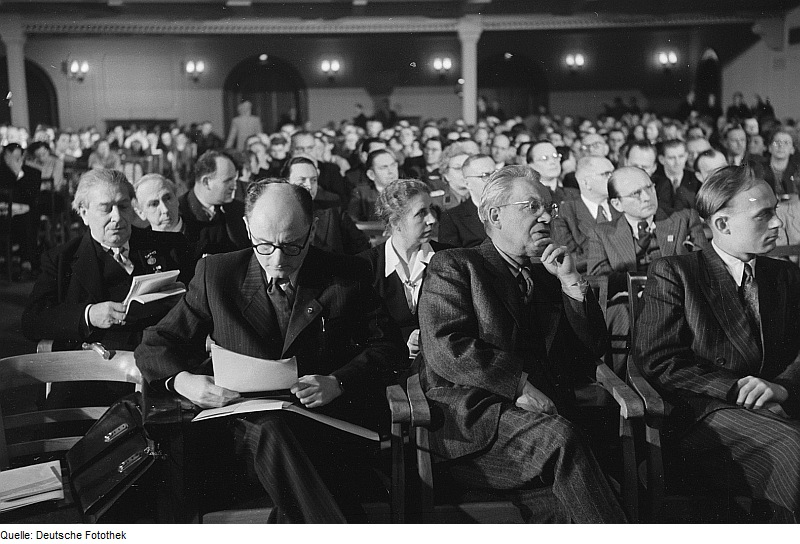
يوسف إبراهيم (أقصى يسار الصف الثاني) أثناء حضوره مؤتمرًا طبيًا في لايبزغ منتصف يناير 1953، قبيل أيام من وفاته

في سنة 1906 ترك إبراهيم هايدلبرغ متوجهًا إلى ميونخ، ليعمل هناك بمستشفى غيسيلا للأطفال (بالألمانية: Gisela Kinderspital) سنة 1907 وفي سنة 1912 حصل إبراهيم على درجة أستاذ مشارك.
انتقل يوسف إبراهيم لاحقًا لشغل منصب رئيس قسم طب الأطفال في جامعة فورتسبورغ، ثم عُرضت عليه رئاسة قسم طب الأطفال في مستشفى كانت أنشأته شركة كارل زايس حديثًا بمدينة يينا، فانتقل إلى تلك المدينة في عام 1916 ـ وهو نفس العام الذي حصل فيه على درجة الأستاذية (بالألمانية: Extraordinarius) في فورتسبورغ ـ ثم عُيّن في 1 أبريل 1917 أستاذًا لكرسي طب الأطفال حديث الإنشاء بجامعة يينا، وهو المنصب الذي ظل فيه حتى وفاته.
بدأ مستشفى الأطفال بجامعة يينا بداية متواضعة، حيث كان يسع 25 رضيعًا وخمسة أطفال بين سن عام وأربعة عشر عامًا، ثم تنامى ليصبح مؤسسة متكاملة تضم نُزُلًا لإقامة الأمهات، ومركزًا طبيًا، ومعملًا للألبان، وعيادة طبية، ومغسلة، وقاعة للدرس. وفي 15 مايو 1917، افتتح يوسف إبراهيم العمل في العيادة الخارجية، وأُدخل أول طفل للعلاج بالقسم الداخلي في 1 أكتوبر 1919، ومنذ سنة 1923 خُصص 25 سريرًا لعلاج الأطفال المصابين بالسل.
ورغم تعدّد العروض على يوسف إبراهيم من عدة جامعات ألمانية، إلا أن إبراهيم ظل في موقعه، حيث أسس في يينا عام 1923 أول مستشفى للدرن للأطفال، وقد أدّت جهوده إلى أن تبوّأت ولاية ثورينغن الألمانية المرتبة الثانية ـ بعد الدنمرك ـ في انخفاض نسبة وفيات الأطفال بالأمراض الصدرية.
وفي عام 1937 مَثّل إبراهيم ألمانيا في المؤتمر العالمي الأول عن علم نفس الأطفال الذي عُقد بالعاصمة الفرنسية. وبعد انتهاء الحرب العالمية الثانية وانقسام ألمانيا، صارت مدينة يينا جزءًا من ألمانيا الشرقية تحت السيطرة السوفييتية، واجتمع إبراهيم وزملاء له بقادة القوات السوفييتية في المدينة طالبين السماح بإعادة افتتاح الجامعة، وكان لهم ذلك.
كان من أبرز اهتمامات يوسف إبراهيم البحثية أمراض الجهازين الهضمي والعصبي عند حديثي الولادة، وكان يُعد من روّاد طب أعصاب الأطفال في زمانه، وقد وضع فصلًا هامًا عن هذا المبحث العلمي في كتاب إميل فير عن طب الأطفال.

## اكتشافاته وابتكاراته

مضخة الثدي

رسم توضيحي من كتاب طب أطفال ألماني يبين أمًا تستخدم مضخة الثدي التي ابتكرها يوسف إبراهيم لإرضاع طفلها

ابتكر يوسف إبراهيم مضخة صغيرة لشفط الحليب من ثدي الأم غير القادرة على إرضاع الطفل سميت بمضخة إبراهيم (بالألمانية: Ibrahimsche Milchpumpe)، واكتشف علاجًا غير جراحي لبعض أمراض الهضم عند الرضع، واكتشف داء المبيضات الجلدي الولادي، الذي عُرف حينًا من الزمن باسم «داء بك ـ إبراهيم».

## اهتمامه بتأهيل الممرضات
أرسى يوسف إبراهيم عمل الممرضات على أُسُس وقواعد جديدة لم تكن معروفة مسبقًا، أساسها الانضباط الكامل روحيًا وعلميًا، وأسس في هايدلبرغ أول مدرسة لتأهيل ممرضات الأطفال والرضع في تاريخ الطب، وكرر التجربة لاحقًا في يينا، واكتسبت الممرضات اللاتي تدرَّبن تحت إشرافه صيتًا طيبًا في ألمانيا، وأضحين يعرفن باسم «ممرضات إبراهيم» (بالألمانية: Ibrahim-Schwestern) في يينا، وعُقِد سنة 1918 أول امتحان في ألمانيا في تمريض الأطفال والرضع.

## معاملته للأطفال
وفقًا للطبيبة النفسية المجرية مارغريت مالر ـ التي عملت في عشرينيات القرن العشرين مساعدة ليوسف إبراهيم في وحدة طب الأطفال التي كان يديرها بجامعة يينا ـ فقد كان تعامل إبراهيم مع الأطفال فريدًا من نوعه. كان يذهب إلى وحدته في أيام الآحاد، ويغلق الأبواب ليلعب مع الأطفال على الأرض، وقد رأته مارغريت ذات مرة من ثقب الباب وهو يجعل من نفسه حصانًا يمتطيه مرضاه من الأطفال.

## حياته السياسية
انضم إبراهيم بعد الحرب العالمية الثانية إلى الحزب الليبرالي الديمقراطي (بالألمانية: Liberal-Demokratische Partei Deutschlands) بألمانيا الشرقية، وهو أحد الأحزاب الشكلية التي أنشئت كغطاء لتسلط حزب الوحدة الاشتراكية الشيوعي الألماني على كل مناحي الحياة في ألمانيا الشرقية بعد الحرب.

### اتهامه بالتورط مع النازيين

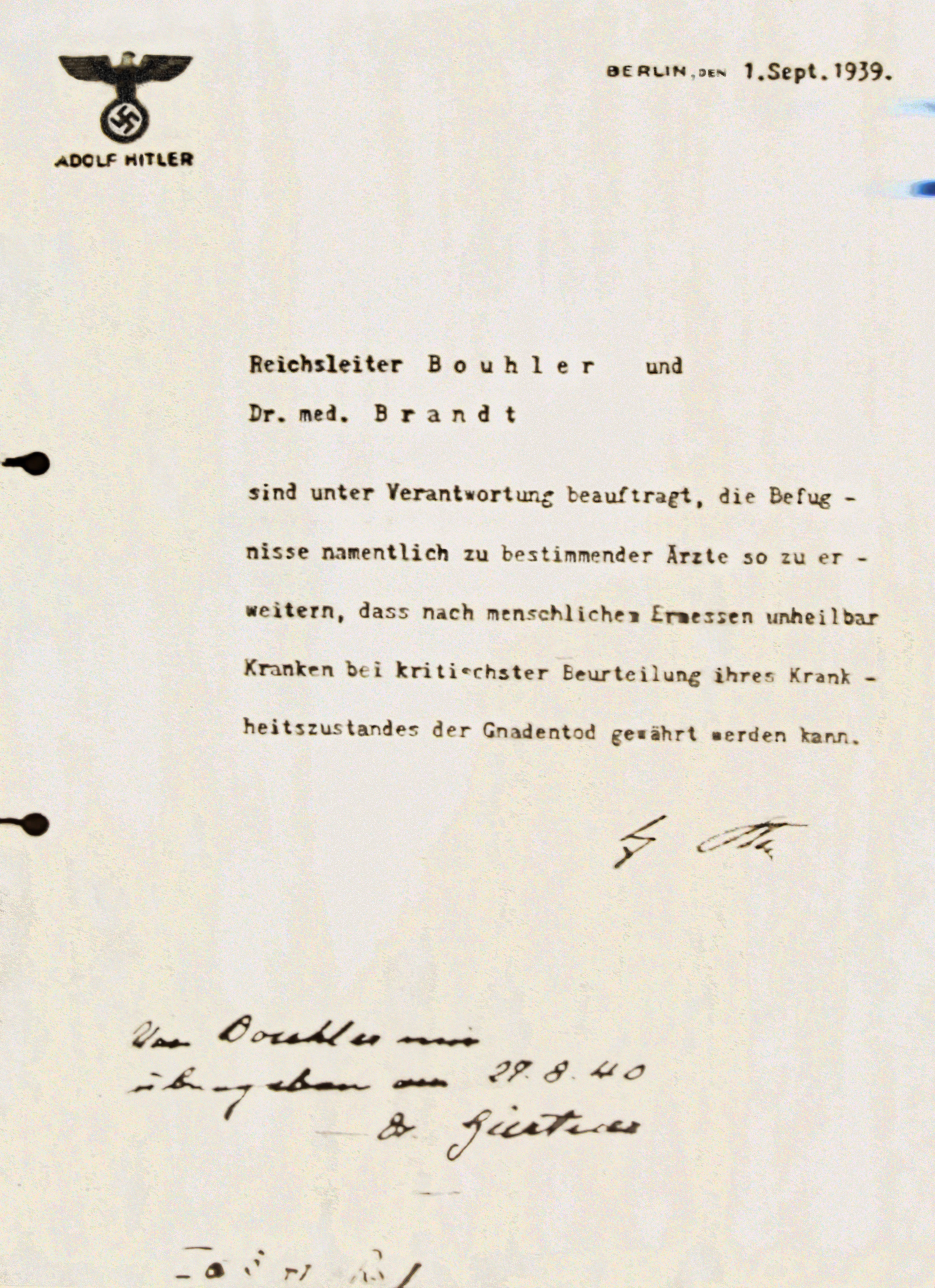
المرسوم الذي أصدره هتلر للسماح للأطباء بممارسة «القتل الرحيم» للمصابين بأمراض لا يرجى شفاؤها

تشير مصادر حديثة إلى أن إبراهيم أظهر أثناء الحقبة النازية ميلًا نحو الحزب النازي، رغم أنه لم يكن يومًا عضوا فيه نظرًا لعدم نقاء عرقه الألماني. وقد اكتُشف بعد وفاة يوسف إبراهيم تورطه بشكل أو بآخر في برنامج القتل الرحيم النازي خلال الحرب العالمية الثانية، والذي كان يهدف إلى إعدام الأشخاص المصابين بأمراض لا يرجى شفاؤها، باعتبارها «أرواحًا لا تستحق الحياة» (بالألمانية: lebensunwerten Lebens) مما دفع الجهود الطبية لتغيير اسم المرض الذي اكتشفه، كما رُفع اسمه من مستشفى طب الأطفال والمراهقين بجامعة فريدريش شيلر في يينا ـ الذي كان قد سُمى عقب وفاته «مستشفى يوسف إبراهيم للأطفال» (بالألمانية: Kinderklinik Jussuf Ibrahim) ـ بعد أن كُشف النقاب عن «تاريخه النازي»، الذي بدأ يزاح النقاب عنه تدريجيًا منذ سنة 1985، ولم يصدر قرار قاطع بإدانته إلا في سنة 2000، بعد أن فتحت جامعة يينا تحقيقًا أجرته لجنة من ستة من أساتذتها.
كانت حيثيات اتهام إبراهيم بالتورط في عمليات القتل الرحيم هو ثبوت إحالة بعض الأطفال المصابين بإصابات بالغة ـ إما بإذنه أو على الأقل بعلم منه ـ من مستشفاه في يينا إلى مستشفى شتاترودا المحلي حيث خضعوا لعمليات القتل الرحيم. وقد ورد في تقرير نُشر في 25 أبريل 2000 بعنوان «البحث في مشاركة البروفيسور يوسف إبراهيم (1877 ـ 1953) في التخلص من» الأرواح التي لا تستحق الحياة«أثناء الحقبة النازية» أن سبعة من الأطفال المعاقين والمصابين بأمراض لا شفاء منها أحيلوا من مستشفى يينا للأطفال إلى شتاترودا بين عامي 1941 و1945، وقضوا نحبهم هناك، وكان اثنان من خطابات الإحالة المكتوبة بخط اليد يوحيان بأن سبب الإحالة هو «القتل الرحيم».
أحد هذين الخطابين كان إبراهيم قد كتبه في 5 يناير 1944 إلى الدكتور غيرهارد كلوس ـ مدير مصحات تورينغن الحكومية في شتاترودا ـ بشأن طفل في الثانية من عمره كان إبراهيم فيما يبدو قد فحصه في العيادة الخارجية ووجد أنه معاق ذهنيًا ويعاني من نوبات صرعية. كانت توصية إبراهيم هي «مستقبل مرضي ميؤوس منه. ربما سيلقى لديكم ملاحظة وتقييمًا أكثر تفصيلًا.» (تذكر سجلات شتاترودا أن هذا الطفل عانى في أواخر مايو 1944 من حمى معوية، وأنه توفي في 2 يونيو 1944 من جراء قصور قلبي دوري).
وقد أدى اكتشاف هذه الوقائع إلى رفع اسم إبراهيم في سنة 2000 من المنشآت والشوارع التي كانت تحمل اسمه في مدينة يينا، وهي مستشفى الأطفال الجامعي (بعد تصويت أجري في جامعة يينا بهذا الشأن في 18 أبريل 2000) ودارا حضانة وأحد شوارع المدينة، إلى جانب رفع اسمه من قائمة مواطني شرف مدينة يينا.

#### التشكيك في هذا التورط
قام واضعو التقرير بتحليل أبحاث إبراهيم في مجال طب أعصاب الأطفال، قائلين بأن كتاباته هذه أسهمت في تهيئة العقول مبكرًا لتقبل فكرة قتل هؤلاء الأطفال. غير أن زايدلر وبوسلت ـ في ورقة بحثية نشراها في دورية طب الأطفال الشهرية (بالألمانية: Monatsschrift Kinderheilkunde) سنة 2002 ـ وصفا الاقتباسات التي أوردها هذا التقرير للتدليل على ذلك بأنها اتسمت بالاختصار المخل وحذف بعض الجمل للوصول قسرًا إلى هذه النتيجة، قائلين بأن فحصهما للنصوص الأصلية التي استند عليها التقرير ولد لديهما الشك في دور إبراهيم المزعوم في دعم عمليات القتل الرحيم، داعيين إلى المزيد من البحث لكشف الحقيقة في هذا الصدد.

## أسرته
تزوج يوسف إبراهيم مرتين: الأولى سنة 1934 من عازفة الكمان الألمانية ماريون هوفمان، التي توفيت سنة 1941، ثم تزوج سنة 1950 من شارلوته دونات (1904 ـ 1978)، التي كانت تعمل مغنية، ويقول دليل السير الألماني أنه تحول إلى البروتستانتية سنة 1913

## وفاته

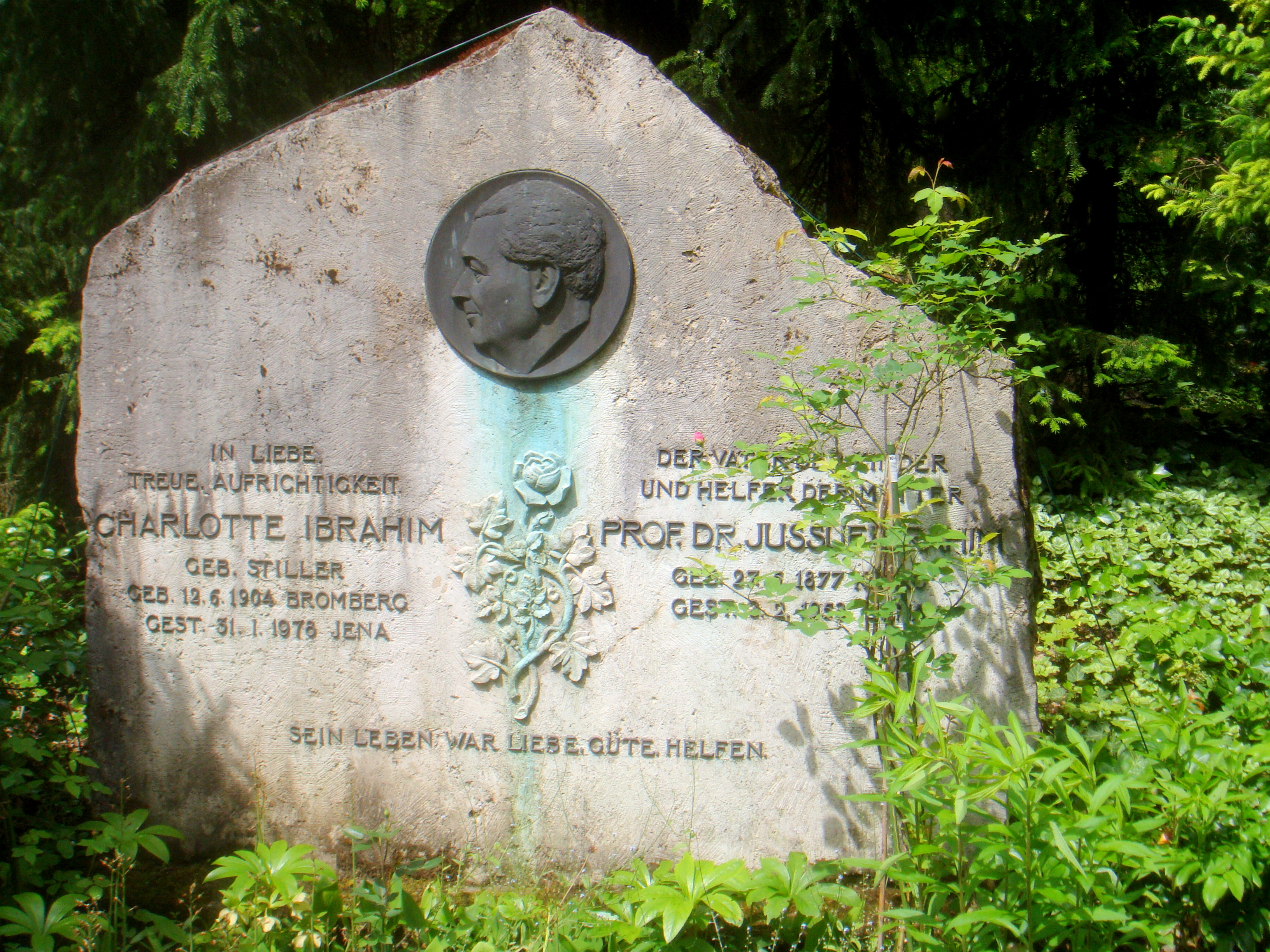
قبر يوسف إبراهيم في مقبرة يينا الشمالية

توفي البروفيسور يوسف إبراهيم في 3 فبراير 1953 في مدينة يينا ودُفن بالمقبرة الشمالية في المدينة.

## التكريم
- عضو شرف في كل من: الجمعية الألمانية لعلاج الأطفال والرابطة الثقافية للإحياء الديمقراطي والجمعية الألمانية لحماية الطفولة ودائرة حماية الأمومة والطفولة بوزارة الصحة.[4]
- دكتوراه فخرية من جامعة يينا سنة 1947 تقديرًا لدوره في تدريب الممرضات على تمريض الأطفال وفي خفض معدل وفيات الأطفال[3][12]
- عضو شرف بمجلس شيوخ جامعة فريدريش شيلر[4]
- لقب «مواطن شرف» من مدينة يينا:[3] منح له في 27 مايو 1947 بمناسبة بلوغه سن السبعين[21] (سُحب منه هذا اللقب بعد حوالي نصف قرن من وفاته).[20]
- لقب «طبيب الشعب المبجل» (بالألمانية: Verdienter Arzt des Volkes) سنة 1949.[3]
- الجائزة الوطنية لجمهورية ألمانيا الديمقراطية من الطبقة الأولى سنة 1952.[3]
- اقترحت أكاديمية العلوم الألمانية الشرقية منحه عضويتها في صباح 4 فبراير 1953، غير أن الاقتراح لم ينفذ لأن إبراهيم كان قد توفي في الليلة السابقة على اجتماع الأكاديمية.[4]

## من مؤلفاته
- عن الأمهات (بالألمانية: Über die Mütter) ـ 1917
- أسهم بالكتابة في مؤلفات عديدة في مجال طب الأطفال منها «كتيب طب الأطفال» (بالألمانية: Handbuch der Kinderheilkunde) لفاوندلر وشلوسمان، وكتاب طب الأطفال (بالألمانية: Lehrbuch der Kinderheilkunde) و«دليل طب الأطفال» (بالألمانية: Handbuch der Kinderheilkunde) وكلاهما لإميل فير ـ سولتزر، ودليل القبالة (بالألمانية: Handbuch für Geburtshilfe) لألبرت زيغموند غوستاف دودرلاين، و«كتيب العلاج الكلي» (بالألمانية: Handbuch der gesamten Therapie) لبنتزولد وشتينتزنغ.[1]

## مؤلفات عنه
- طبيب الأطفال: من حياة يوسف إبراهيم (بالألمانية: Arzt der Kinder. Aus dem Leben Jussuf Ibrahims) تأليف فولفغانغ شنايدر، بمعاونة شارلوته إبراهيم (1986).[22]
- وداع متأخر لأسطورة: يوسف إبراهيم ومدينة يينا (بالألمانية: Später Abschied von einem Mythos. Jussuf Ibrahim und die Stadt Jena) فصل من كتاب «الصمت متعدد الأصوات» (بالألمانية: Vielstimmiges Schweigen)، كتبه بيتر رايف ـ شبيريك (2001).
- البروفيسور يوسف إبراهيم (1877 ـ 1953): حياته وأعماله (بالألمانية: Prof. Dr. med. Jussuf Ibrahim (1877−1953): Leben und Werk) أطروحة علمية بقلم ساندرا ليبه، جامعة فريدريش شيلر في يينا (2006).
- قضية إبراهيم: الحقائق والمعضلات والمواقع (بالألمانية: Der "Fall" Ibrahim - Fakten, Probleme, Positionen) بقلم فيلي شيلنغ. فصل من كتاب "المسؤولية الإنسانية أمس واليوم (بالألمانية: Menschliche Verantwortung gestern und heute)، يينا 2008.